# YP-389
Die YP-389, auch USS YP-389 war ein Patrouillenboot der United States Navy, welches im Zweiten Weltkrieg zum Einsatz kam und im Juni 1942 versenkt wurde.

## Geschichte
Das Boot wurde am 9. Oktober 1941 auf der Werft der Bethlehem Shipbuilding Corporation in Quincy, Massachusetts, unter dem Namen Cohasset als Fischkutter fertiggestellt und zunächst von der Fischereigesellschaft R. O’Brien & Company betrieben. Nach dem amerikanischen Eintritt in den Zweiten Weltkrieg im Dezember 1941 wurde das Boot von der amerikanischen Marine am 6. Februar 1942 übernommen. Zunächst war es geplant, das Boot als Küstenminensuchboot AMc-202 in Dienst zu nehmen. Dieses Vorhaben wurde aber verworfen und der kleine Trawler wurde schließlich unter der Bezeichnung YP-389 als Patrouillenboot am 1. Mai 1942 in Dienst gestellt. Haupteinsatzgebiet sollte die amerikanische Ostküste zwischen Cape Hatteras und dem Shinnecock Inlet sein (Naval District No. 3), wo die alliierte Schifffahrt zu diesem Zeitpunkt stark von deutschen U-Booten angegriffen wurde.

## Bewaffnung
Zu diesem Zweck wurde das 170 ts verdrängende Boot mit einem 7,62-cm-Geschütz, zwei 7,62-mm-Maschinengewehren und einer behelfsmäßigen Rutsche für Wasserbomben (für zehn Wasserbomben) am Heck bewaffnet. Die Crew umfasste 24 (nach anderen Quellen 25) Mann. Die Höchstgeschwindigkeit des Kutters betrug etwa 10 kn.

## Verlust
In den frühen Morgenstunden des 19. Juni 1942 wurde das Patrouillenboot vor Cape Hatteras, etwa zehn Seemeilen von Diamond Head entfernt, von dem deutschen U-Boot U 701 (Kapitänleutnant Horst Degen) gesichtet und in aufgetauchtem Zustand angegriffen. Die Deutschen beschossen das Patrouillenboot mit dem 8,8-cm-Bordgeschütz des U-Bootes und trafen bereits mit den ersten Schüssen die 7,62-cm-Kanone der Amerikaner, welche sich verkeilte und nicht mehr bewegen ließ. YP-389 konnte sich danach nur noch mit den beiden Maschinengewehren verteidigen und wurde von dem U-Boot in einem knapp 90 Minuten dauernden Feuergefecht zusammengeschossen und versenkt. Bei dem Kampf starben sechs Mann der Crew des Bootes, 18 überlebten und konnten später gerettet werden (hierbei widersprechen sich die Quellen etwas, auch von vier Opfern und 21 Überlebenden wird teilweise gesprochen). U 701 erlitt bei dem Kampf keine Beschädigungen oder Personalverluste.

## Entdeckung des Wracks
Das Wrack des Kutters wurde im Jahr 2009 von einer Suchexpedition der National Oceanic and Atmospheric Administration (NOAA) entdeckt. Der Trawler liegt auf Position 34° 50′ 0″ N, 75° 19′ 59″ W in etwa 100 Metern Tiefe auf ebenem Kiel und ist in einem relativ guten Zustand. Da beim Untergang mehrere Besatzungsangehörige ums Leben kamen, ist das Wrack als Kriegsgrab deklariert und darf nicht betaucht werden.